# Madranges
Madranges település Franciaországban, Corrèze megyében. Lakosainak száma 168 fő (2022. január 1.). Madranges Affieux, Beaumont, Le Lonzac, Saint-Augustin és Veix községekkel határos.

## Népesség
A település népességének változása:
| Lakosok száma | 225  | 172  | 174  | 186  | 201  | 196  | 193  | 192  | 184  | 168  |
|               | 1968 | 1982 | 1990 | 2006 | 2013 | 2015 | 2017 | 2019 | 2020 | 2022 |